# Dirichlet-Kern

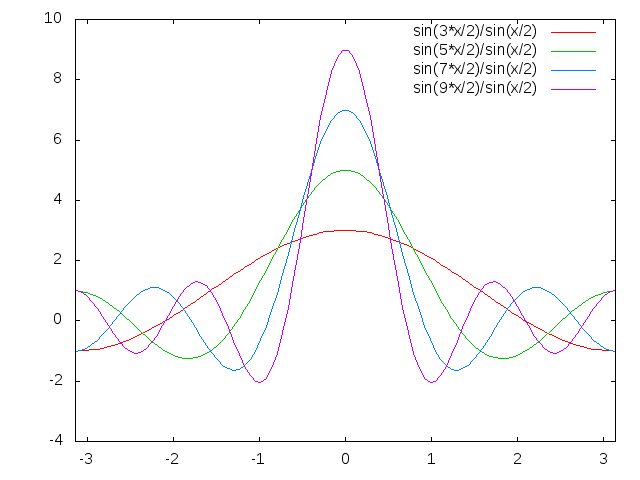
Die ersten vier Dirichlet-Kerne. (Die Funktionen sind 2π-periodisch.)

 Der Dirichlet-Kern ist eine von Peter Gustav Lejeune Dirichlet untersuchte Funktionenfolge. Diese wird in der Analysis im Teilgebiet der Fourier-Analysis verwendet. Dirichlet fand im Jahr 1829 den ersten strengen Beweis für die Konvergenz der Fourier-Reihe von einer periodischen, stückweise stetigen und stückweise monotonen Funktion. Die Konvergenz von Fourier-Reihen wurde schon seit Leonhard Euler diskutiert. Diese von Dirichlet gefundene Funktionenfolge ist wichtiger Bestandteil dieses Beweises und wird dort als Integralkern verwendet. Deshalb nennt man sie Dirichlet-Kern.

## Definition
Als Dirichlet-Kern bezeichnet man die Funktionenfolge
{\displaystyle D_{n}(x)=\sum _{k=-n}^{n}e^{ikx}=1+2\sum _{k=1}^{n}\cos(kx)={\frac {\sin \left(\left(n+{\frac {1}{2}}\right)x\right)}{\sin(x/2)}}.}
Die Bedeutung des Dirichlet-Kerns hängt mit dem Verhältnis zur Fourierreihe zusammen. Die Faltung von {\displaystyle D_{n}(x)} mit einer Funktion {\displaystyle f} der Periode {\displaystyle 2\pi } ist die Fourier-Approximation {\displaystyle n}-ten Grades für {\displaystyle f}. Beispielsweise ist
{\displaystyle (D_{n}*f)(x)={\frac {1}{2\pi }}\int _{-\pi }^{\pi }f(y)D_{n}(x-y)\,dy=\sum _{k=-n}^{n}{\hat {f}}(k)e^{ikx},}
wobei
{\displaystyle {\hat {f}}(k)={\frac {1}{2\pi }}\int _{-\pi }^{\pi }f(x)e^{-ikx}\,dx}
der {\displaystyle k}-te Fourierkoeffizient von {\displaystyle f} ist. Daraus lässt sich schließen, dass es zum Studium der Konvergenz von Fourierreihen ausreicht, die Eigenschaften des Dirichlet-Kerns zu studieren. Aus der Tatsache, dass die L1-Norm von {\displaystyle D_{n}} für {\displaystyle n\to \infty } logarithmisch gegen {\displaystyle \infty } geht, kann man herleiten, dass es stetige Funktionen gibt, die nicht durch ihre Fourierreihe dargestellt werden. Explizit gilt nämlich:
{\displaystyle \int |D_{n}(t)|\,dt={\frac {4}{\pi ^{2}}}\log n+{\mathcal {O}}(1)}
Für die {\displaystyle {\mathcal {O}}}-Notation siehe Landau-Symbole.

## Beziehung zur Delta-Distribution
Die periodische Delta-Distribution ist das neutrale Element für die Faltung mit {\displaystyle 2\pi }-periodischen Funktionen:
{\displaystyle f*(2\pi \delta )=f\,}
für jede Funktion {\displaystyle f} mit Periode {\displaystyle 2\pi }. Die Fourierreihe wird durch folgende "Funktion" repräsentiert:
{\displaystyle 2\pi \delta (x)\sim \sum _{k=-\infty }^{\infty }e^{ikx}=\left(1+2\sum _{k=1}^{\infty }\cos(kx)\right).}

## Beweis der trigonometrischen Identität
Die trigonometrische Identität
{\displaystyle \sum _{k=-n}^{n}e^{ikx}={\frac {\sin \left(\left(n+{\frac {1}{2}}\right)x\right)}{\sin(x/2)}}}
kann wie folgt bewiesen werden. Dazu vergegenwärtige man sich die endliche Summe der geometrischen Reihe:
{\displaystyle \sum _{k=0}^{n}ar^{k}=a{\frac {1-r^{n+1}}{1-r}}.}
Insbesondere gilt
{\displaystyle \sum _{k=-n}^{n}r^{k}=r^{-n}\cdot {\frac {1-r^{2n+1}}{1-r}}.}
Multipliziert man Zähler und Nenner mit {\displaystyle r^{-{1 \over 2}}}, erhält man
{\displaystyle {\frac {r^{-n-1/2}}{r^{-1/2}}}\cdot {\frac {1-r^{2n+1}}{1-r}}={\frac {r^{-n-1/2}-r^{n+1/2}}{r^{-1/2}-r^{1/2}}}.}
Im Fall von {\displaystyle r=e^{ix}} erhält man
{\displaystyle \sum _{k=-n}^{n}e^{ikx}={\frac {e^{-(n+1/2)ix}-e^{(n+1/2)ix}}{e^{-ix/2}-e^{ix/2}}}={\frac {-2i\sin((n+1/2)x)}{-2i\sin(x/2)}}}
und kürzt schließlich mit {\displaystyle -2i}.